# Charles Nicolas d'Oultremont
Charles Nicolas Alexandre d'Oultremont (Saint-Georges-sur-Meuse, 26 giugno 1716 – Saint-Georges-sur-Meuse, 22 ottobre 1771) è stato un vescovo cattolico tedesco, principe-vescovo di Liegi dal 20 aprile 1763 alla sua morte.

## Biografia
Egli era l'ottavo figlio di Jean-François-Paul-Emile, Conte d'Oultremont e del Sacro Romano Impero, e di Maria Isabella di Baviera, Contessa di Warfusée e Druynen e Baronessa di Schagen. Charles Nicolas nacque, visse e morì al castello di Warfusée a Saint-Georges-sur-Meuse, presso di Liegi.
Charles d'Oultremont studiò al collegio di Reims e al Lycée Louis-le-Grand di Parigi. Egli venne nominato Canonico della Cattedrale di Liegi dal Papa Clemente XII nel 1733. Venne ordinato Diacono il 22 aprile 1764, e sacerdote due mesi dopo.
Alla morte del Principe-Vescovo Giovanni Teodoro di Baviera nel gennaio del 1763, il Principe Clemente Venceslao di Sassonia, figlio del Re di Polonia, Federico Augusto III, avrebbe dovuto divenirne il successore alla sede episcopale. La sua giovane età (aveva solo 24 anni), ad ogni modo, gli precluse l'incarico. Inoltre egli non era ancora stato ordinato sacerdote, fatto a cui si oppose il capitolo della cattedrale. Egli scrisse al Papa Clemente XIII, che gli garantì l'eleggibilità. Clemente ricevette un vivido supporto anche da Francia ed Austria, ma non dai canonici di Liegi, che gli preferirono un vescovo locale, chiamato appunto Charles d'Oultremont. Questi venne eletto il 20 aprile 1763, con 30 voti contro 19.
Il Principe Clemente protestò e si appellò al Papa ed all'Imperatore. Francesco I intervenne in favore del proprio protégé, ma il Papa confermò l'elezione e Charles, che ottenne definitivamente il proprio incarico il 4 maggio 1764. Egli venne consacrato nella Cattedrale di San Lamberto di Liegi il 10 giugno di quello stesso anno. Il nuovo Principe-Vescovo promosse un progetto di autorità e indipendenza del territorio contro il governo dei Paesi Bassi, dell'Abate di Sint-Truiden e della Principessa-Badessa di Munsterbilsen.
Il periodo di reggenza di Charles d'Oultremont venne contraddistinto soprattutto da avvenimenti di tipo ecclesiastico più che politico. Egli combatté fermamente il Giansenismo, il Febronianismo, e si scontrò anche con gli scritti immorali che si andavano diffondendo dalla Francia. Egli diede vita a nuove istituzioni di carità e promosse gli studi teologici nelle università della Diocesi.
Politicamente, egli ebbe frequenti scontri con i Paesi Bassi austriaci che avevano supportato il Principe Clemente. Egli impiegò un gran numero di lavoratori per incrementare il commercio, l'industria e l'agricoltura, e realizzò una prima pavimentazione delle strade della Diocesi in direzioni di Francia, Germania e Province Unite.
Charles d'Oultremont ebbe inoltre problemi con l'Ordine Teutonico, che pretendeva l'esenzione dalla tassazione in virtù dei propri privilegi.
Influenzato dal fratello, egli aumentò il numero dei quarti di nobiltà da dimostrare da otto a sedici per essere ammessi al concilio della nobiltà locale. Questo ridusse drasticamente il numero delle famiglie ammesse che rimasero in quindici.

## Genealogia episcopale e successione apostolica
La genealogia episcopale è:
- Cardinale Scipione Rebiba
- Cardinale Giulio Antonio Santori
- Cardinale Girolamo Bernerio, O.P.
- Arcivescovo Galeazzo Sanvitale
- Cardinale Ludovico Ludovisi
- Cardinale Luigi Caetani
- Cardinale Ulderico Carpegna
- Cardinale Paluzzo Paluzzi Altieri degli Albertoni
- Cardinale Gaspare Carpegna
- Cardinale Fabrizio Paolucci
- Cardinale Francesco Barberini
- Vescovo Pierre Louis Jacquet
- Vescovo Charles Antoine de Grady
- Vescovo Charles Nicolas Alexandre d'Oultremont

La successione apostolica è:
- Vescovo Charles Alexandre d'Arberg et de Valengin (1767)